# Por qualquer meio necessário
Por qualquer meio necessário (em inglês: by any means necessary; em francês: par tous les moyens nécessaires) é uma tradução de uma frase usada pelo intelectual martinicano Frantz Fanon em seu discurso de 1960 na Conferência de Ação Positiva de Acra, "Por que usamos a violência". A frase também havia sido usada pelo intelectual francês Jean-Paul Sartre em sua peça Les Mains Sales em 1948. Mais tarde, entrou na cultura popular dos direitos civis por meio de um discurso proferido por Malcolm X no comício de fundação da Organização da Unidade Afro-Americana em 28 de junho de 1964. Geralmente é considerado deixar em aberto todas as táticas disponíveis para os fins desejados, incluindo a violência.

## Frantz Fanon
A frase é uma tradução de uma frase usada no discurso "Por que usamos violência" de 1960 do psiquiatra e filósofo revolucionário Frantz Fanon na Conferência de Ação Positiva de Acra:

Violência no comportamento cotidiano, violência contra o passado que é esvaziado de toda substância, violência contra o futuro, pois o regime colonial se apresenta como necessariamente eterno. Vemos, portanto, que os povos colonizados, presos em uma teia de violência tridimensional, ponto de encontro de violências múltiplas, diversas, repetidas, cumulativas, logo são logicamente confrontados pelo problema de acabar com o regime colonial por qualquer meio necessário.— Frantz Fanon, Alienation and Freedom: parte 3, capítulo 22, "Why we use violence". 1960

## Jean-Paul Sartre
A frase é a tradução de uma frase usada na peça Les Mains Sales do intelectual francês Jean-Paul Sartre:
Não fui eu quem inventou mentiras: elas foram criadas em uma sociedade dividida por classe e cada um de nós herdou mentiras quando nascemos. Não é recusando-se a mentir que vamos abolir a mentira: é erradicando a classe por qualquer meio necessário.— Jean-Paul Sartre, Les Mains Sales: ato 5, cena 3. 1963

## Malcolm X
Entrou na cultura popular por meio de um discurso proferido por Malcolm X no último ano de sua vida.
Declaramos nosso direito nesta terra de ser um homem, de ser um ser humano, de ser respeitado como ser humano, de receber os direitos de um ser humano nesta sociedade, nesta terra, neste dia, que pretendemos trazer à existência por qualquer meio necessário.— Malcolm X, 1965

### Recusa de Mandela
Na cena final do filme Malcolm X de 1992, Nelson Mandela — recentemente liberado após 27 anos de prisão política — aparece como professor em uma sala de aula do Soweto. Mandela informou ao diretor Spike Lee que ele não poderia pronunciar a famosa frase final "por qualquer meio necessário" diante das câmeras; temendo que o governo do apartheid a usasse contra ele se o fizesse. Lee concordou, e os segundos finais do filme apresentam imagens em preto e branco do próprio Malcolm X pronunciando a frase.